# Conrad Hengst
Christian Conrad Hengst, auch Konrad Hengst (* 9. September 1796 in Durlach; † 8. Juli 1877 in Köthen (Anhalt)) war ein deutscher Architekt des Klassizismus und Baubeamter des Herzogtums Anhalt-Köthen.

## Leben und Werk

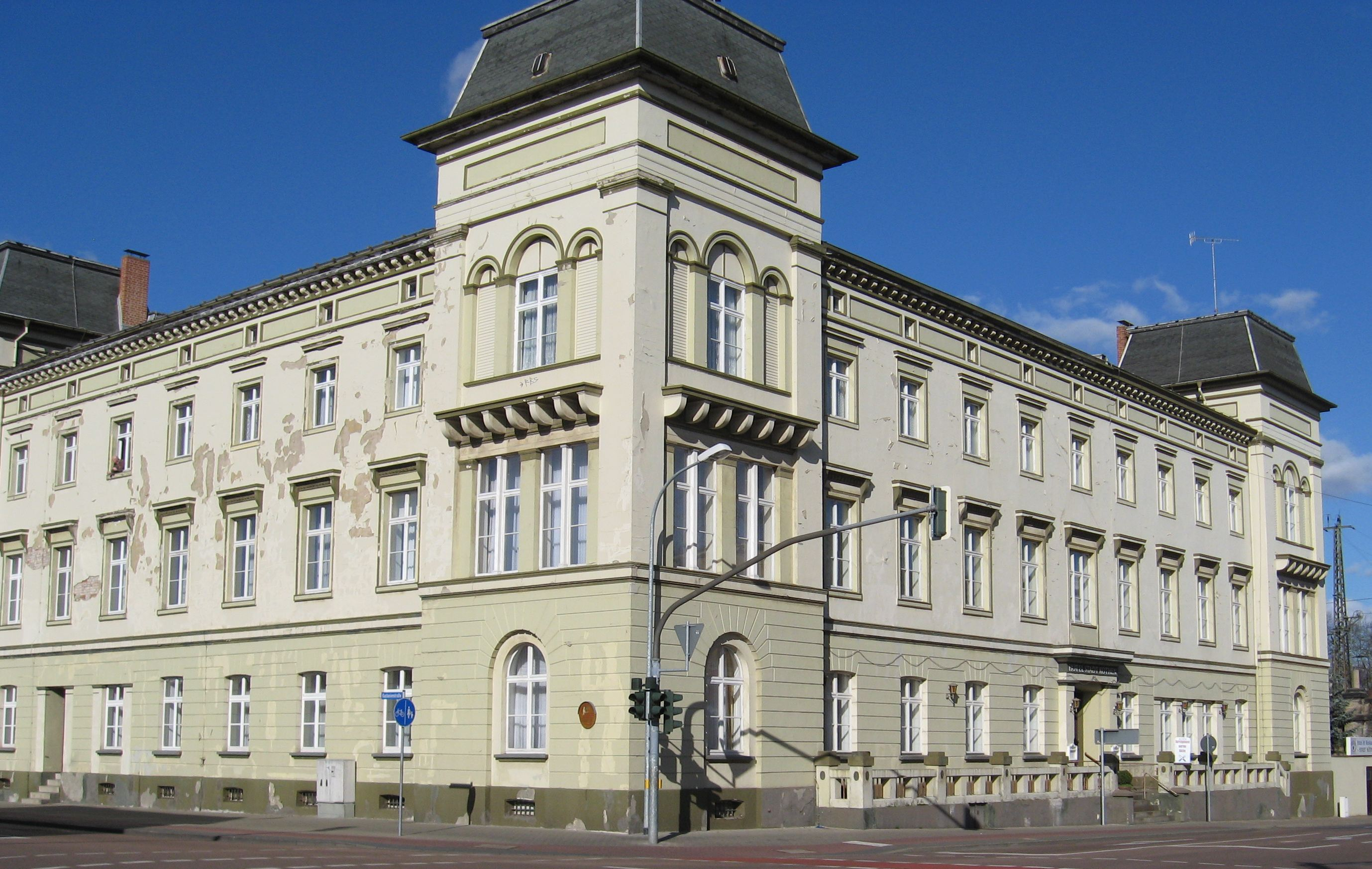
Hotel Stadt Köthen

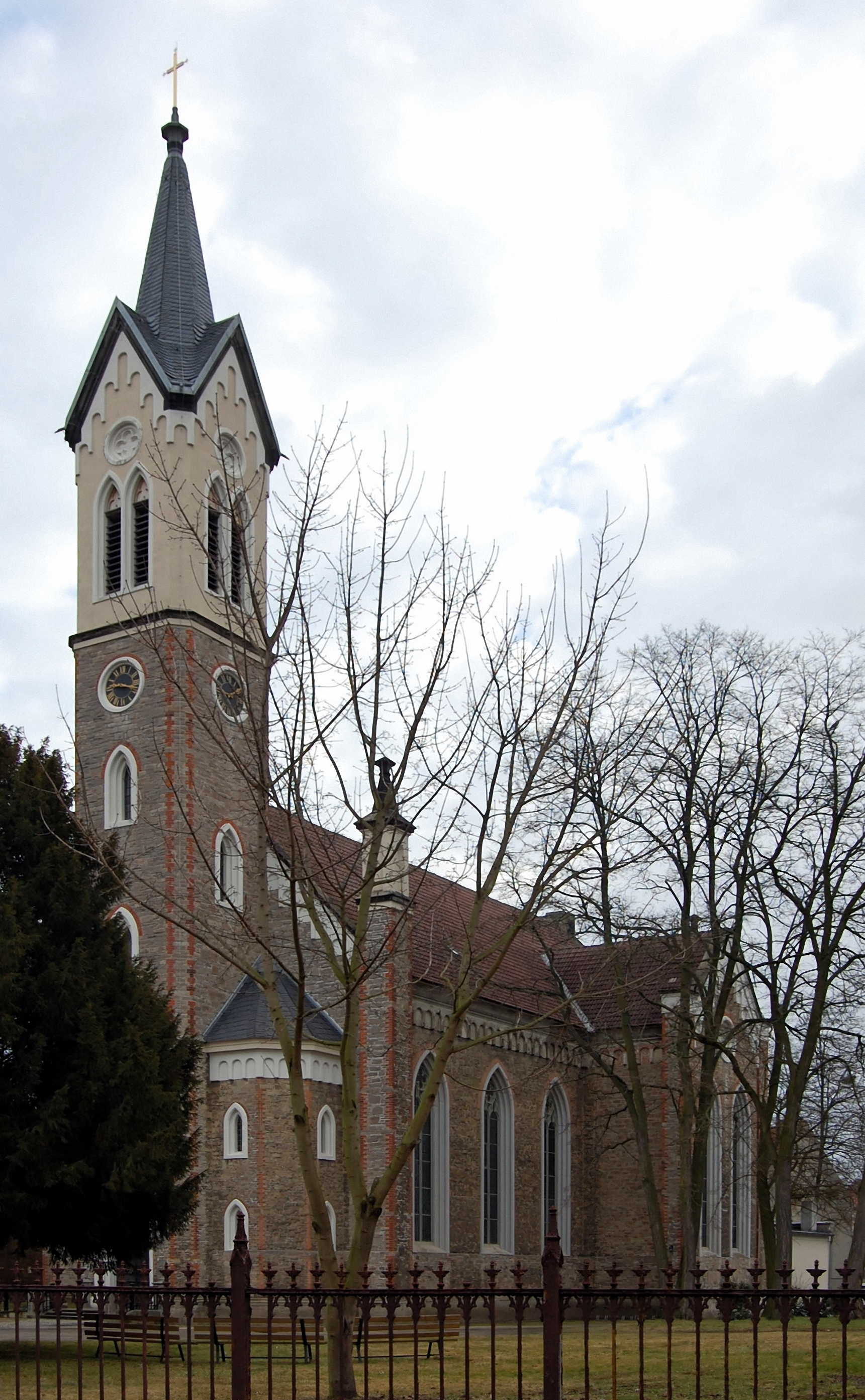
Stadtkirche St. Marien in Roßlau

Conrad Hengst wurde in Durlach (später Stadtteil von Karlsruhe) geboren. Sein Vater war der Zimmermeister Konrad Hengst, sein Bruder Christian Hengst wurde später Stadtbaumeister in Durlach und war maßgeblich an der Entwicklung des modernen Feuerwehrwesens beteiligt. Hengst erlernte nach seiner Schulzeit bei seinem Vater das Zimmerhandwerk und studierte danach Bauwesen in München. Dort lernte er den Bildhauer Franz Jakob Schwanthaler und unternahm mit dessen Sohn Ludwig Schwanthaler eine Reise durch Italien. Nach seiner Rückkehr nach Karlsruhe arbeitete er im Büro von Friedrich Weinbrenner.
Im Jahr 1823 wurde Hengst auf Empfehlung von Weinbrenner Assistent von Gottfried Bandhauer, dem Bauinspektor des Herzogtums Anhalt-Köthen. Beide waren an einer Reihe von Bauten im Herzogtum beteiligt. Im Jahr 1829 wurde er zum Baumeister ernannt. 1830 kamen bei einem Unfall auf der Baustelle der Köthener Kirche St. Mariä Himmelfahrt sieben Arbeiter ums Leben. Bandhauer wurde daraufhin von Herzog Ferdinand entlassen, Hengst übernahm seinen Posten.
In den folgenden Jahren entstanden eine Vielzahl von Bauten in und um Köthen unter der Leitung von Hengst. Als Herzog Heinrich von Anhalt-Köthen im Jahr 1847 kinderlos starb, fiel das Herzogtum zunächst an Anhalt-Bernburg und 1863 an Anhalt-Dessau. Hengst behielt seine Stellung auch unter den neuen Herrschern.
Zum 1. April 1877 ging Hengst in den Ruhestand, am 8. Juli 1877 starb er in Köthen. Die Lage seines Grabes ist unbekannt, da es auf Wunsch von Hengst keinen Grabstein erhielt.

## Bauten
- 1831: Magdeburger Tor in Köthen (1890 abgerissen)
- 1832: Kirche St. Mariä Himmelfahrt in Köthen (nach Entwürfen von Gottfried Bandhauer)
- 1833: Remisenhaus des Schlosses Köthen (nach Entwürfen von Gottfried Bandhauer)
- 1839: Herzogliche Töchterschule Köthen
- 1840: Bahnhofsgebäude (heute Tanzsaal), Bahnhofsrestaurant (heute Hotel Stadt Köthen) und Bahnpostamt in Köthen
- 1853: Kirche in Drosa
- 1854: evangelische Stadtkirche St. Marien in Roßlau